# Carl Martinek
Carl Martinek, též Karl Martinek (18. července 1839 Moravský Beroun – 19. března 1897 Moravský Beroun), byl rakouský podnikatel a politik německé národnosti z Moravy; poslanec Moravského zemského sněmu a starosta Moravského Berouna.

## Biografie
Byl synem tkalcovského mistra Karla Martinka z Moravského Berouna a jeho manželky Josefy rozené Gödel, taktéž z Moravského Berouna. V 90. letech 19. století působil jako továrník a starosta Moravského Berouna. Byl spolumajitelem firmy Ricker & Comp. Zasedal v okresní školní radě.
Koncem 19. století se zapojil i do vysoké politiky. V doplňovacích zemských volbách (poté, co rezignoval poslanec Hans Lichtblau) byl 9. října 1893 zvolen na Moravský zemský sněm, za kurii městskou, obvod Libavá, Dvorce, Mor. Beroun, Budišov. V roce 1893 se uvádí jako německý liberální kandidát (tzv. Německá pokroková strana navazující na ústavověrný politický proud s liberální a centralistickou orientací).
Zemřel v březnu 1897 ve věku 58 let.